# 무명 용사의 무덤 (파리)
무명 용사의 무덤(프랑스어: Tombe du Soldat inconnu)은 프랑스 파리에 있는 기념물로, 프랑스를 위해 목숨을 바친 무명 용사를 기리기 위해 건립되었다.

## 역사
1차 세계 대전이 끝난 직후에는 본디 팡테옹에 무명용사들의 유해를 묻으려 하였으나, 국민들의 의견으로 인하여 유해가 결국 개선문 아래에 묻히게 되었다. 1920년 11월 20일에 관들이 개선문 아래 지하 1층에 묻혔고, 1921년 1월에 공식적으로 안장되었다.
무덤 위의 석판에는 다음과 같은 문구가 새겨졌다. 'ICI REPOSE UN SOLDAT FRANÇAIS MORT POUR LA PATRIE, 1914-1918'. 한국어로 번역하면 '이 곳에 조국을 위해 싸우다 죽은 프랑스 병사들이 잠들다, 1914-1918'이라는 뜻이다.
매년 11월 11일에는 무명 용사의 무덤에서 추모식이 열리는데, 이는 1920년 11월 11일에 독일이 세계대전에서 항복을 선언한 날이기에 이를 기념하기 위해 일부러 11일에 여는 것이다.

## 갤러리

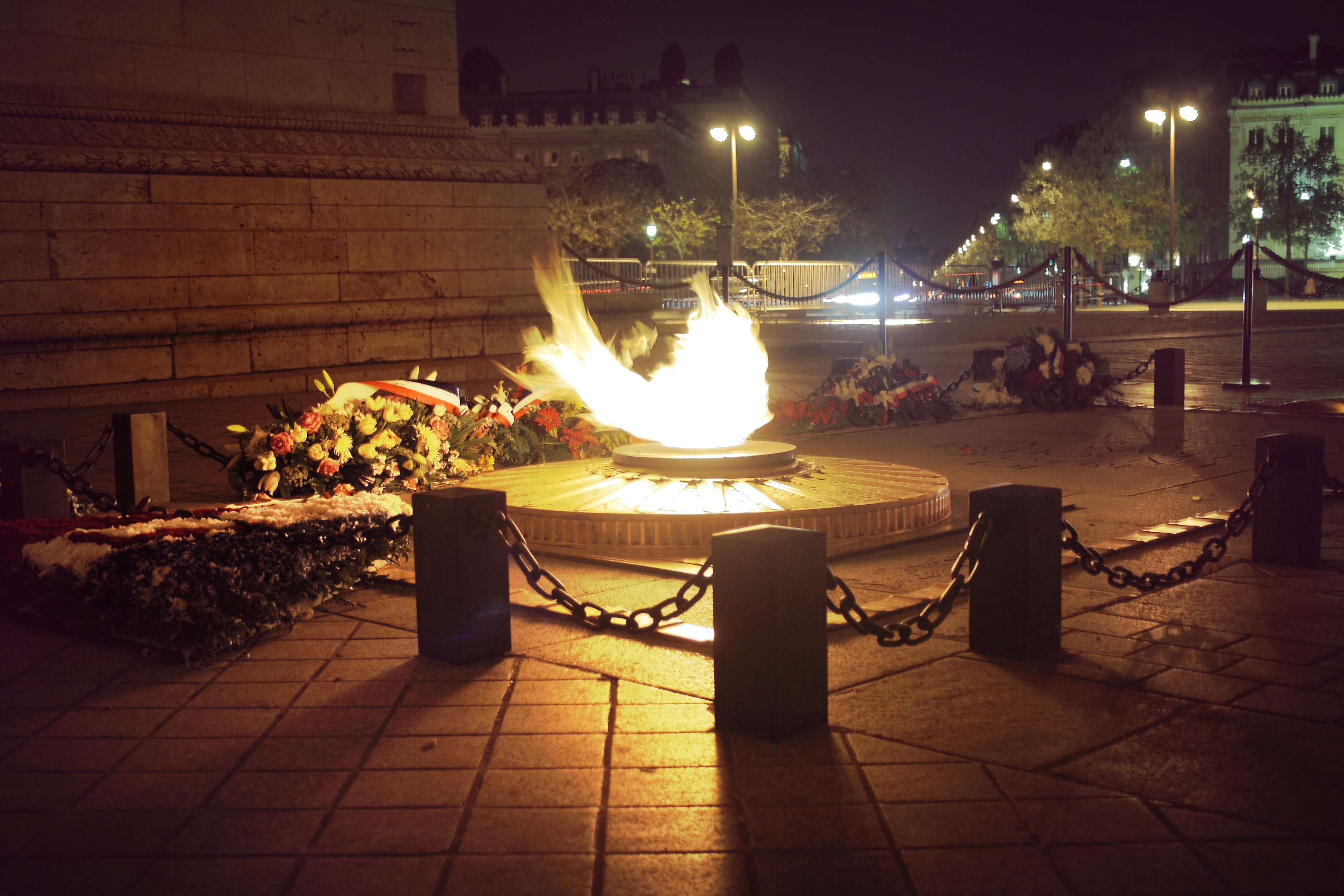
영원한 불꽃
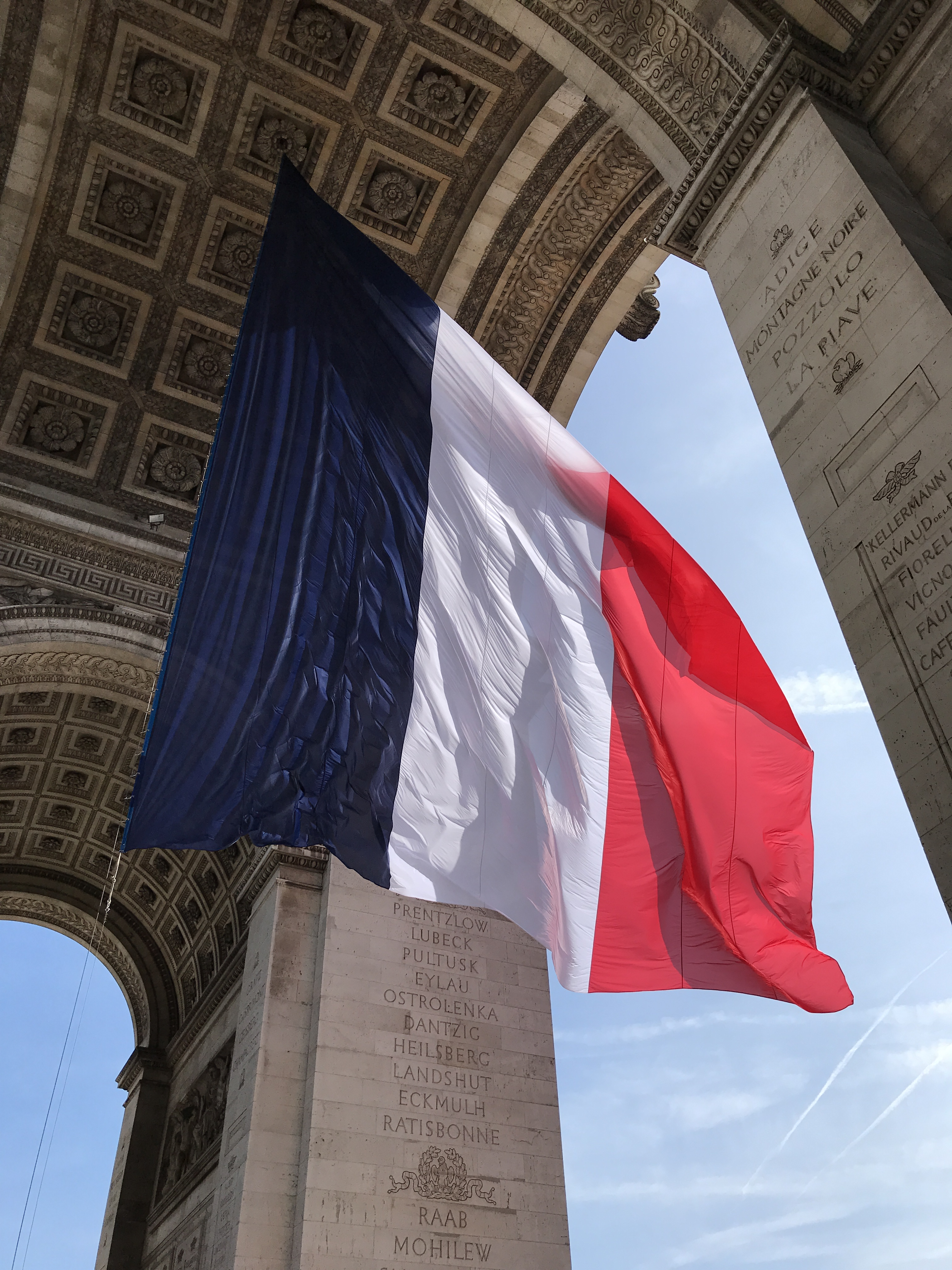
프랑스의 국기
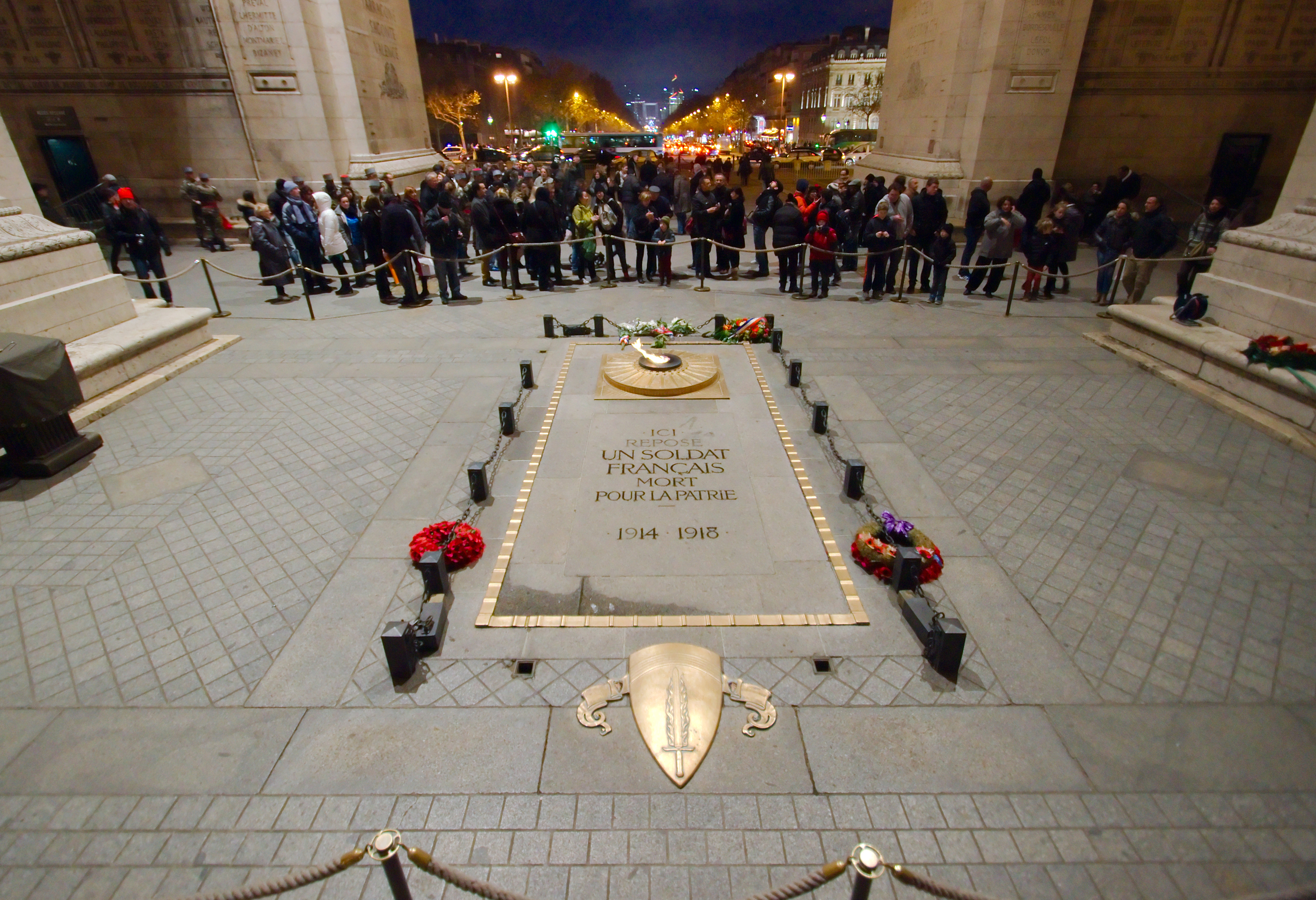
무명 용사의 무덤

## 같이 보기
- 무명 용사의 무덤
- 에투알 개선문